# Men of Israel
Men of Israel è un film pornografico gay del 2009 distribuito dalla Lucas Entertainment. I giornalisti di The Atlantic, Out Magazine e Yediot Aharonot lo hanno definito come un film d'importanza storica, in quanto primo film pornografico girato in Israele con un cast interamente israeliano; la rivista Tablet e il Los Angeles Times hanno fatto notare come sia anche il primo ad avere un cast di soli ebrei.  Il regista Michael Lucas, anch'egli ebreo e naturalizzato israeliano proprio nel 2009 grazie alla legge del ritorno, ha intrapreso il film come una "mossa coraggiosa per promuovere la cultura e il turismo israeliani" e per controbilanciare quello che egli considera come rappresentazioni faziose di Israele nei media.

## Contesto
Il regista Michael Lucas, nato e cresciuto nella Russia sovietica, ha dichiarato di aver sperimentato sulla propria pelle l'antisemitismo in tenera età. Questo lo portò a sviluppare una forte connessione con la sua identità ebraica e lo stato di Israele. Lucas è particolarmente noto per il suo attivismo circa diverse tematiche LGBT ed ebraiche. Gli attacchi di Hezbollah nella guerra del Libano del 2006 hanno spinto Lucas ad andare in Israele per intrattenere i soldati gay, ai quali è permesso di servire apertamente nell'esercito. La visita suscitò un dibattito nella società israeliana, in costante tensione tra la progressista, quasi laica Tel Aviv, definita la "capitale gay del Medio Oriente" da Out Magazine, e la comunità conservatrice, ultraortodossa di Gerusalemme.
I suoi articoli sul New York Blade sull'ebraismo ultra-ortodosso e l'Islam hanno scatenato un dibattito universitario alla Stanford University nel febbraio 2008, quando Lucas fu invitato a tenere un discorso agli studenti. Il New Republic e i media di New York City lo hanno chiamato "il leone di Chelsea" e "l'ultimo dei magnati del porno di New York". Egli sostiene inoltre che il suo film Michael Lucas' La Dolce Vita sia il più costoso film porno gay mai realizzato, con un budget di 250 000 dollari e numerosi cameo da parte di diverse celebrità. Nel 2009 Lucas è stato inserito nella Gay VN Hall of Fame per "la sua importanza quale regista e attore di prima categoria".
Secondo Lucas l'intento del film è quello di aiutare gli spettatori a vedere Israele per le sue caratteristiche geografiche e la sua storia, e come un posto non molto diverso da Praga o Palm Springs: un'invitante  destinazione gay-friendly dove uomini attraenti fanno sesso; proprio come anni prima i film pornografici dell'Europa dell'Est e della California aiutarono il turismo e l'immagine delle rispettive zone. "I media globali hanno creato un'immagine di Israele come di una nazione lacerata dalla guerra, le cui strade sono piene di detriti e rovine fatiscenti" scrisse Lucas nel sito del film. "Non ci vengono mai mostrate Tel Aviv, Haifa, i resort sul Mar Rosso e il Mar Morto, le splendide spiagge, l'incredibile architettura e l'avvolgente cultura che permette ai suoi cittadini di prosperare."

## Accoglienza

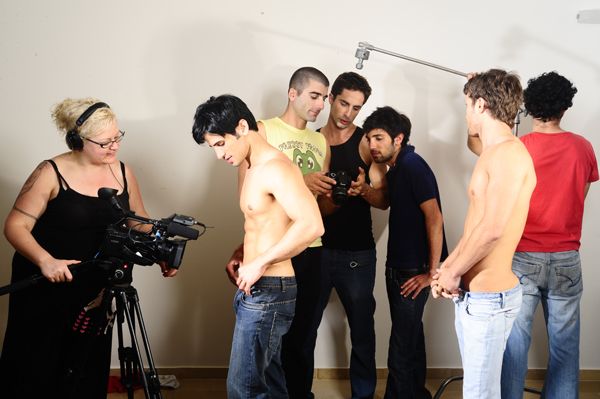
Lucas, sotto il microfono, sul set di Men of Israel insieme a mr. Pam e Matan Shalev.

Il film ha ricevuto un'ampia copertura da parte della stampa, in particolar modo per l'utilizzo di un cast solamente di ebrei israeliani. Wayne Hoffman di Tablet Magazine ha fatto notare che pornostar ebrei come Harry Reems di La vera gola profonda e Ron Jeremy adottarono nomi d'arte che nascondevano le loro origini etniche. Sul Los Angeles Times Patrick Goldstein ha osservato come gli attori del film usino nomi plausibilmente ebraici e/o israeliani e che "quando gli ebrei sono più aperti riguardo alla loro identità ebraica - come lo è stata la generazione di comici di Adam Sandler, Judd Apatow e Sarah Silverman - pare un sano sviluppo, come lo sarebbe per qualsiasi altra minoranza." Michael Kaminer si chiedeva apertamente su  Haaretz: "Il porno gay può salvare l'immagine di Israele?"

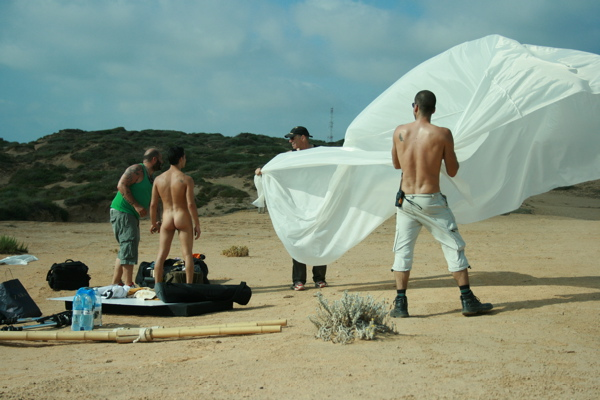
Il set del film

Dopo l'uscita del film nel luglio 2009, Lucas ha scritto una lettera il 31 agosto sul sito web GoGay, il più grande sito internet LGBT di Israele, nella quale criticava i gay israeliani non dichiarati. Ha scritto la lettera dopo che ragazzi israeliani "hanno iniziato a cercarmi sul sito, proponendomi di fare sesso, per poi dire che non erano dichiarati. Sono pazzi. Navigano per questo sito beneficiando delle lotte di altri. Pensano che il movimento gay non abbia niente a che fare con loro, che la sparatoria tra giovani gay a Tel Aviv non abbia niente a che fare con loro. Che motivo c'è per non dichiararsi in Israele nel 2009? È imbarazzante."
Max Blumenthal, l'autore ebreo americano di Goliath: Life and Loathing in Greater Israel, ha sottolineato che il film è stato girato in "un villaggio palestinese che è stato etnicamente ripulito dalle milizie sioniste nel 1948." Nadia Awad, una cineasta americana palestinese, ha apostrofato il film come "profanazione pornografica".
Jonathan Agassi e Matan Shalev sono stati candidati ai GayVN Awards 2010 per la miglior scena di sesso a due.